# Saison 7 de La Guerre des trônes : La Véritable Histoire de l'Europe
La septième saison de La Guerre des trônes : La Véritable Histoire de l'Europe est une émission de télévision historique qui retrace l'histoire de l'Europe de 1789 à 1795.
Elle raconte l'évolution de la géopolitique de l'Europe du XVIIIe siècle pendant la Révolution française.
Présentée par Bruno Solo et réalisée par Vanessa Pontet, elle est diffusée sur France 5 du 21 décembre 2023 au 4 janvier 2024.

## Principe de l'émission
Chaque numéro retrace l’épopée des dynasties rivales ainsi que les jeux de pouvoir qui ont écrit l’histoire de l’Europe au XVIIIe siècle, au travers de reconstitutions historiques et de la visite de différents lieux en lien avec les événements.
En parallèle, Bruno Solo explique les enjeux géopolitiques ainsi que les interactions entre les différents souverains en déplaçant des pions sur une grande carte.

## Présentation et réalisation
Chaque numéro est présenté par le comédien Bruno Solo.
La réalisation des émissions est dirigée par Vanessa Pontet.
Bertrand Goujard et Samuel Collardey ont respectivement co-dirigé la réalisation en plateaux ainsi que la partie fiction,.

## Période historique
La septième saison retrace le déroulement de la Révolution française, de la convocation des États généraux en 1789 jusqu'à la mort du dauphin Louis XVII en 1795.
Sur le plan international, elle décrypte les conséquences de la Révolution française pour les monarchies européennes, qui se refusent d'abord à intervenir avant de se liguer contre la jeune République française.
Elle montre également le rôle joué par trois femmes durant la Révolution : la reine Marie-Antoinette, la femme politique Théroigne de Méricourt et la chocolatière Pauline Léon,.

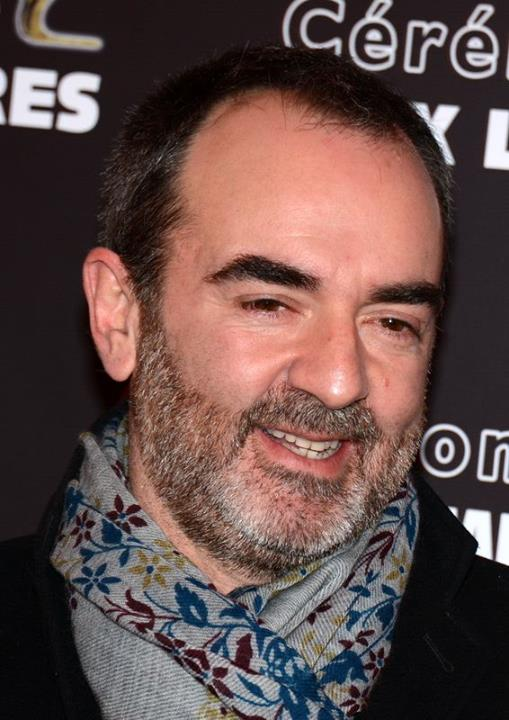
Bruno Solo à la cérémonie des prix Lumières 2014.

Interrogé par le magazine Télé-Loisirs, le présentateur Bruno Solo indique que la volonté de l'émission était de mettre en avant des femmes méconnues durant cette nouvelle saison :

« Quand j’ai appris cette période à l’école, cela se cantonnait à Robespierre, Danton, Louis XVI. Jusqu’au premier tiers du XXe siècle, l’Histoire a longtemps été écrite par les hommes. […]  Depuis les femmes ont heureusement été réhabilitées grâce à des historiens et des historiennes. Il était légitime de le montrer à travers Marie-Antoinette, Théroigne de Méricourt, et Pauline Léon. La première a vécu la Révolution française dans sa chair. Elle était très courageuse mais aussi très accrochée à ses privilèges. Théroigne de Méricourt, était quant à elle une aristocrate liégeoise passionnée par la Révolution française et une amie de Camille Desmoulins. Elle a marqué l’Histoire comme étant la seule femme qui a assisté à toutes les assemblées. Mais elle a un peu été oubliée un peu au profit d’Olympe de Gouges. Quant à Pauline Léon, elle était une vraie révolutionnaire, une sans culotte, dont les historiens ont retrouvé les traces. C’était intéressant d’avoir les trois points de vue très différents de ces trois femmes : une de l’intérieur, une modérée, et une révolutionnaire. »

## Liste des épisodes

### Révolution, trois femmes dans la tourmente (janvier - juillet 1789)
Diffusions
- France : 21 décembre 2023 (France 5)
- Belgique : 21 décembre 2024 (La Trois)

Résumé
À la fin du XVIIIe siècle, la France est secouée par une grave crise financière. Pour y remédier, le roi Louis XVI convoque les représentants du peuple (le clergé, la noblesse et le Tiers état) lors des États généraux en 1789. Néanmoins, tout ne se passe pas comme prévu. Les représentants du Tiers état, ainsi que quelques représentants du clergé et de la noblesse, se révoltent et prennent le nom d'Assemblée nationale lors du Serment du Jeu de paume.
Les monarchies européennes restent indifférentes aux tumultes qui secouent la France, à l'image du roi d'Angleterre George III qui refuse d'intervenir.
L'émission suit également le parcours de trois femmes : la reine Marie-Antoinette, la femme politique Théroigne de Méricourt et la chocolatière Pauline Léon, qui vont toutes vivre la Révolution de manière différente,.
Alors que la reine Marie Antoinette plaide pour utiliser la force afin de faire rentrer dans le rang les députés du Tiers état, Théroigne de Méricourt milite pour accorder le droit de vote aux femmes. De son côté, Pauline Léon tente, elle aussi, de faire entendre la voix des femmes, dans un contexte de misère qui frappe le peuple.

### Théroigne de Méricourt, l'amazone de la Révolution (juillet 1789 - février 1791)
Diffusions
- France : 21 décembre 2023 (France 5)
- Belgique : 21 décembre 2024 (La Trois)

Résumé

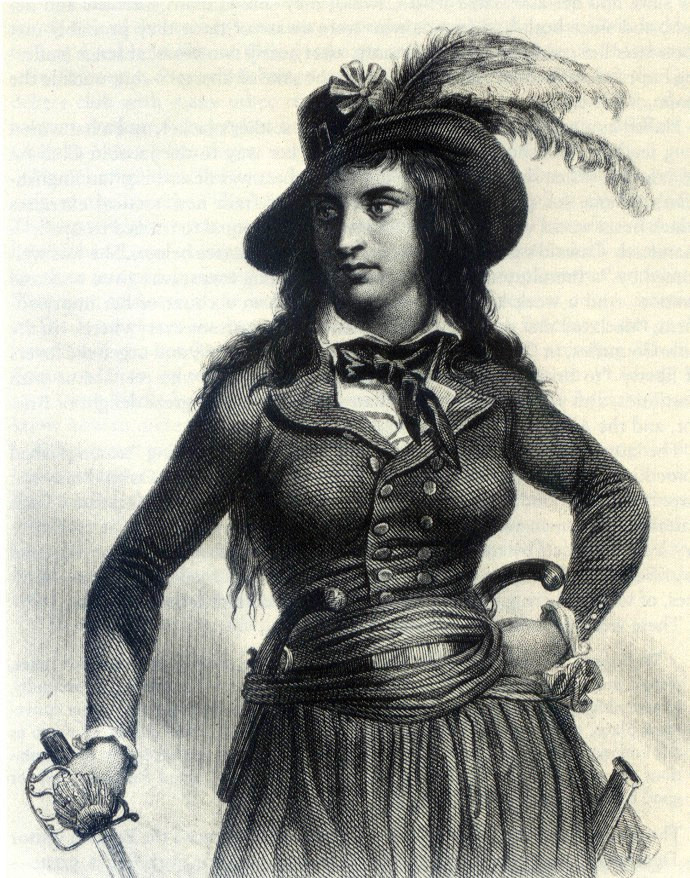
Théroigne de Méricourt en « amazone écarlate de l'Histoire ».

Après la prise de la Bastille le 14 juillet 1789, le roi Louis XVI tente d'apaiser la situation et laisse l’Assemblée Nationale abolir les privilèges et proclamer la Déclaration des droits de l’homme et du citoyen.
Cependant le pays est toujours en proie à la famine. Les Parisiennes, dont fait partie la chocolatière Pauline Léon, marchent alors sur Versailles afin de réclamer du pain, et ramènent la famille royale aux Tuileries.
De son côté la femme politique Théroigne de Méricourt, qui s'est installée à Paris, est obligée de fuir la France après s'être attirée les foudres des royalistes.
Pendant ce temps, le comte d'Artois, exilé en Savoie, tente de convaincre les monarchies anglaises et autrichiennes d'intervenir, mais sans succès,.

### Marie-Antoinette, l'Europe pour seul secours (juin - septembre 1791)
Diffusions
- France : 28 décembre 2023

Résumé
En juin 1791, le roi Louis XVI décide de fuir Paris en compagnie de la famille royale, mais il est rattrapé et arrêté à Varennes. Sa tentative de fuite et son arrestation provoque une onde de choc au sein de la population française mais également en Europe.
Au sein de la famille royale, le comte de Provence (futur Louis XVIII) et le comte d’Artois (futur Charles X) tentent coûte que coûte de convaincre les puissances européens d'intervenir afin de sauver la monarchie française, mais la tâche s'annonce difficile.
De son côté, Théroigne de Méricourt est arrêtée et emprisonnée en Autriche à cause de ses idées révolutionnaires. À Paris, Pauline Léon est furieuse après la fuite du roi et n'a plus confiance en la famille royale,.
Pressée par l'Assemblée Nationale, Louis XVI accepte de signer la Constitution du 3 septembre 1791 qui institue une monarchie constitutionnelle, mais obtient en échange un droit de veto.

### Aux armes citoyennes! (août 1791 - août 1792)
Diffusions
- France : 28 décembre 2023

Résumé

La prise des Tuileries le 10 août 1792, tableau de Jacques Bertaux.

Durant l'été 1791, Théroigne de Méricourt est finalement libérée par les Autrichiens, après des négociations entre le gouvernement français et l'empereur d'Autriche Léopold II. Elle rentre alors à Paris où elle acquiert une grande popularité. Elle entre au club des Jacobins et rejoint les partisans de la guerre contre l'Autriche.
De leur côté, les comtes d'Artois et de Provence continuent à faire pression sur les monarchies européennes afin qu'elles créent une coalition contre les révolutionnaires français.
En 1792, celles-ci connaissent une vague de succession qui va changer la donne sur le plan politique.
En Autriche, l'empereur Léopold II meurt le 1er mars 1792. Son fils monte alors son trône sous le nom de François II. Peu de temps après, c'est le roi de Suède Gustave III qui meurt après avoir été poignardé par un noble au cours du bal masqué de l'opéra royal de Stockholm.
De crainte que le peuple français s'en prenne à la famille royale, l'Autriche et la Prusse se décident alors à réagir. En réaction, l'Assemblée législative déclare la guerre à l'empire d'Autriche et au royaume de Prusse le 20 avril 1792.
Théroigne de Méricourt, comme Pauline Léon, souhaite alors armer les femmes françaises. Au printemps 1792, elle tente de créer une « phalange d'amazones » afin de défendre la patrie assiégée.
De son côté, l’Assemblée nationale soupçonne la reine Marie-Antoinette de comploter avec l’Autriche et la Prusse contre la France.
Le 10 août 1792, l'insurrection éclate. Une foule d'insurgés, dont font partie Pauline Léon et Théroigne de Méricourt, prennent le palais des Tuileries, prélude à l'abolition de la monarchie.

### Louis Capet, face au peuple (août 1792 - janvier 1793)
Diffusions
- France : 4 janvier 2024

Résumé

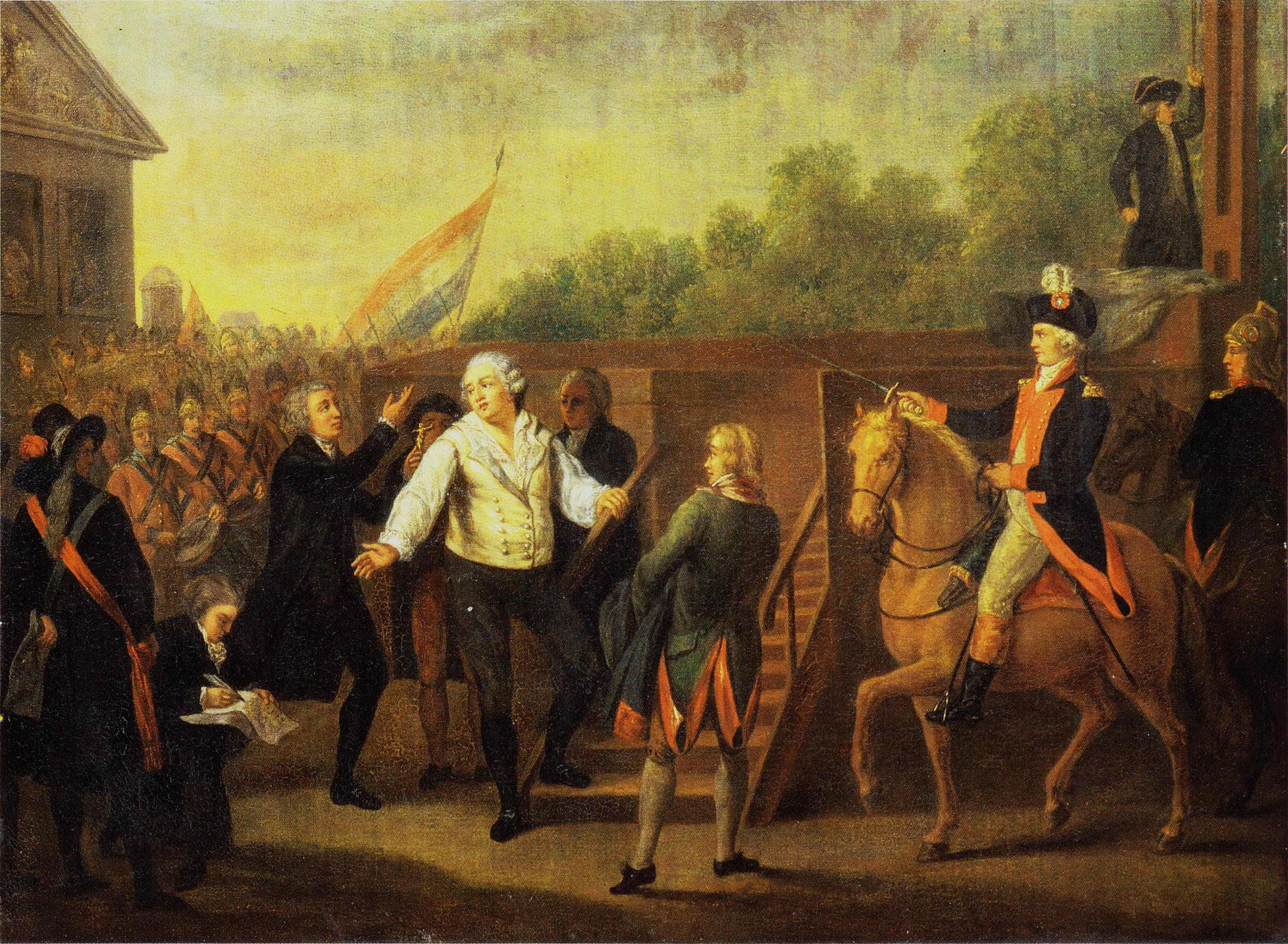
Louis XVI et l'Abbé Edgeworth de Firmont au pied de l'échafaud, le 21 janvier 1793.

Alors que les troupes austro-prussiennes marchent sur Paris afin de mettre un terme à la Révolution, la famille royale est enfermée à la prison du Temple.
Le 20 septembre 1792, l'armée française arrête les coalisées à la bataille de Valmy. Galvanisée par cette victoire, les partisans de la Révolution proclament alors la République.
De son côté, Louis XVI est jugé pour trahison et conspiration contre l'État. Pauline Léon signe alors une pétition réclamant la mort du roi, contrairement à Théroigne de Méricourt qui s'y oppose.
Au terme du procès, Louis XVI est finalement jugé coupable et guillotiné le 21 janvier 1793.

### Louis XVII, l'enfant de l'Europe (février 1793 - juin 1795)
Diffusions
- France : 4 janvier 2024

Résumé

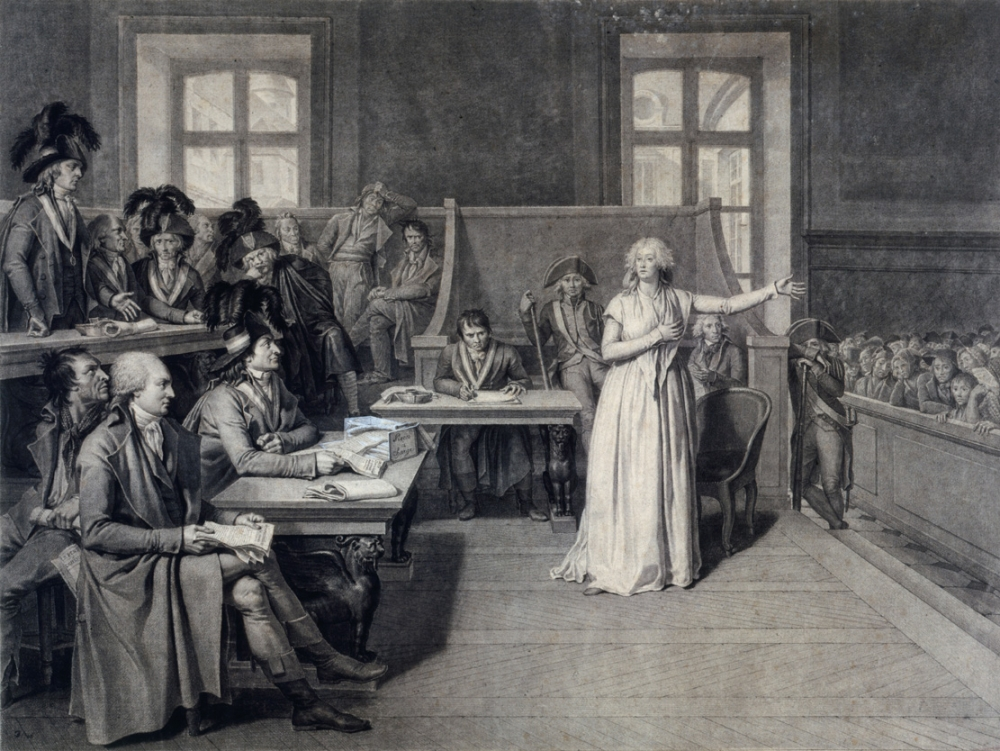
Marie-Antoinette au tribunal le 15 octobre 1793, dessin de Pierre Bouillon, 1793.

La mort du roi Louis XVI provoque un onde de choc en Europe.
Désormais veuve, la reine Marie-Antoinette est enfermée à la Concierge à Paris. Au terme d'un procès rapide, elle est, comme son mari, jugée coupable de trahison et de conspiration contre l'État, et finalement guillotinée.
La France sombre alors dans une période de Terreur. Les arrestations et les violences se multiplient.
Théroigne de Méricourt tente de calmer les esprits mais elle est agressée dans la rue par des femmes jacobines qui la traitent de girondine, et la fessent publiquement. Profondément choquée et humiliée, elle sombre peu à peu dans la folie.
Pauline Léon, elle, est emprisonnée après s’être attirée les foudres du gouvernement révolutionnaire. Après la chute de Robespierre, elle est finalement libérée le 22 août 1794.
En Europe, l’Espagne et l’Angleterre s'allient à la Prusse et l’Autriche pour former une coalition et mettre Louis XVII sur le trône de France. Néanmoins celui-ci, malade, meurt dans sa cellule.

## Distribution
- Gaël Cottat : Camille Desmoulins
- Fabian Wolfrom : Axel de Fersen
- Isalinde Giovangigli : Catherine II de Russie
- Nicolas Amen : Charles IV d'Espagne
- Romain Deroo : le comte d'Artois
- Damien Jouillerot : le comte de Provence
- Jean Schatz : François II d'Autriche
- Maxime Bailleul : Frédéric-Guillaume III de Prusse
- Stéphane Bern : George III d'Angleterre
- Tom Neal : Gustave III de Suède
- Matthias Kellermann : Léopold II d'Autriche
- Christophe Truchi : Louis XVI
- Balthazar Jakob : Louis XVII
- Marina Delmonde : Marie-Antoinette d'Autriche
- Stéphane Russel : Jacques Necker
- Lou Howard : Pauline Léon
- Sophie Verbeeck : Théroigne de Méricourt[8]

## Tournage

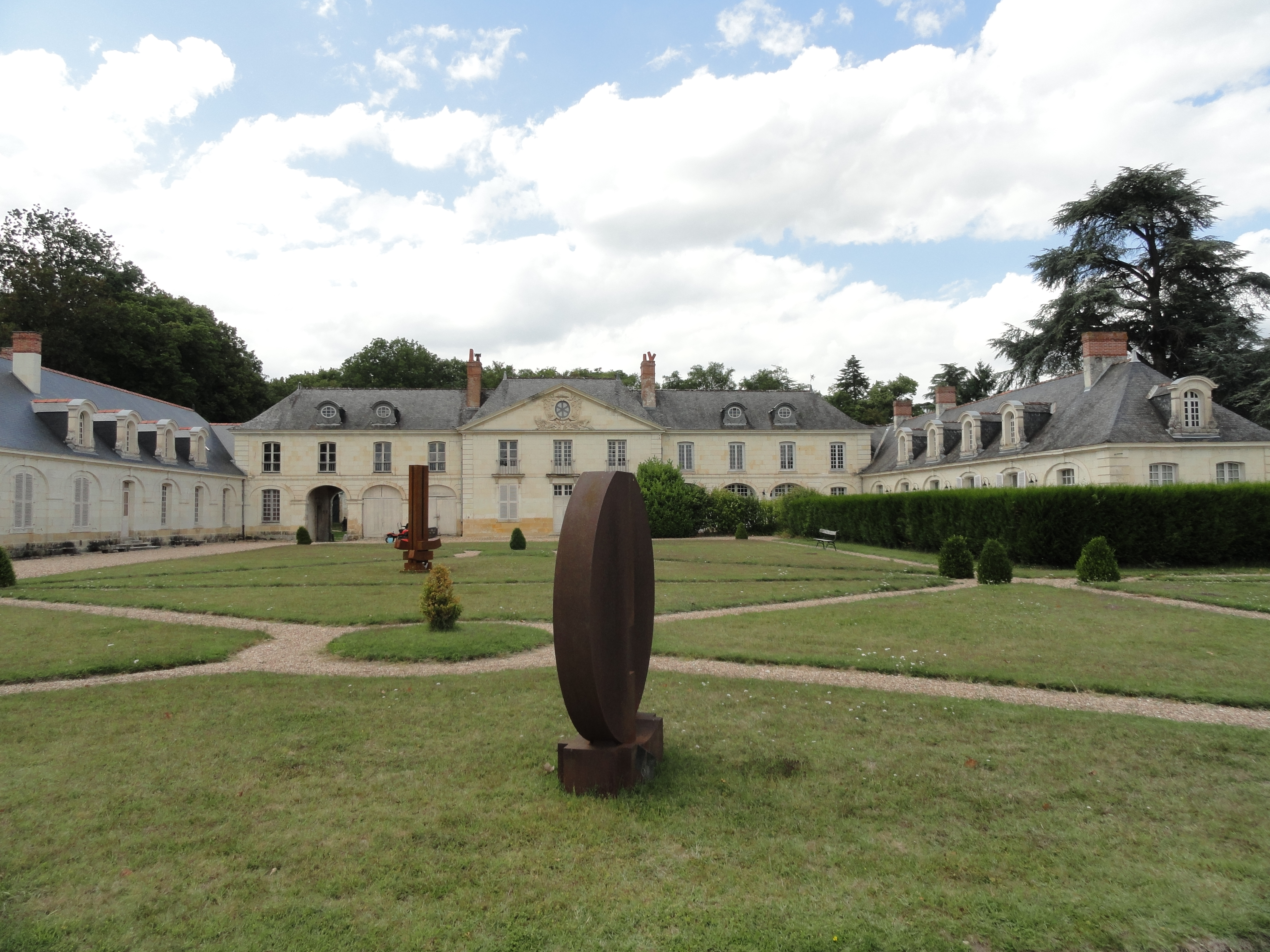
Parmi les lieux visités, on retrouve le Château des Ormes.

Outre les reconstitutions historiques, différentes séquences ont été tournées dans les lieux en lien avec la Révolution française :
- Le château de Versailles
- La salle du Jeu de paume
- L’Orangerie
- Le château des Ormes[9].

Interviewé lors tournage en août 2023, Bruno Solo explique : 

« Nous avons commencé au mois de juin le tournage de ce que j’appelle « la salle des cartes »  qui, cette fois, n’est plus dans une abbaye, comme habituellement, mais au théâtre du château de Chimay, en Belgique. […] Et, à partir du 5 septembre, je reprends le tournage à Versailles, au Jeu de Paume, à l’Orangerie, aux Archives de Paris car, cette année, on parle de la Révolution Française. »

## Diffusion
La septième saison est diffusée en prime-time sur France 5 le jeudi :
- 21 décembre 2023 (épisodes 1 et 2)
- 28 décembre 2023 (épisodes 3 et 4)
- 4 janvier 2024 (épisodes 5 et 6)

## Audiences
| Rang | Première diffusion | Titre                                              | Période                     | Nombre de téléspectateurs | Part d'audience |
| ---- | ------------------ | -------------------------------------------------- | --------------------------- | ------------------------- | --------------- |
| 35   | 21 décembre 2023   | Révolution, trois femmes dans la tourmente         | janvier - juillet 1789      | 825 000                   | 4,2 %           |
| 36   | 21 décembre 2023   | Théroigne de Méricourt, l'amazone de la Révolution | juillet 1789 - février 1791 | 825 000                   | 4,2 %           |
| 37   | 28 décembre 2023   | Marie-Antoinette, l'Europe pour seul secours       | juin - septembre 1791       | 630 000                   | 3,3 %           |
| 38   | 28 décembre 2023   | Aux armes citoyennes !                             | août 1791 - août 1792       | 630 000                   | 3,3 %           |
| 39   | 4 janvier 2024     | Louis Capet, face au peuple                        | août 1792 - janvier 1793    | 713 000                   | 3,5 %           |
| 40   | 4 janvier 2024     | Louis XVII, l'enfant de l'Europe                   | janvier 1793 - juin 1795    | 713 000                   | 3,5 %           |

## Avis de la presse
Le magazine Télé-Loisirs dresse une critique plutôt positive de cette saison : 

« Carte d’Europe et soldats de plomb à l’appui, avec sa verve non dénuée d’humour, Bruno Solo narre une période cruciale de l'histoire de France sous l'angle féminin. […] Les scènes fictionnées, bien jouées, apportent du rythme à cette série documentaire décidément pertinente. »